# Mr. Bungle (album)
Pour le groupe, voir Mr. Bungle.
Albums de Mr. Bungle
OU818
(1989) Disco Volante
(1995)
Mr. Bungle est le premier album « officiel » du groupe américain Mr. Bungle, sorti en 1991.
Il présente un mélange hétéroclite et parfois saugrenu de divers genres musicaux. Il se situe dans une mesure dans la lignée du travail réalisé par le chanteur Mike Patton dans Faith No More, tant au niveau musical que des approches déroutantes et schizophréniques de ce dernier, mais il est considéré comme bien moins accessible et fait preuve de beaucoup moins de retenue dans certains propos et thématiques abordés, comme dans des chansons aux titres explicites comme Squeeze Me Macaroni, My Ass Is on Fire et The Girls of Porn.

## Titres
1. Quote Unquote – 6:56
2. Slowly Growing Deaf – 6:59
3. Squeeze Me Macaroni – 5:38
4. Carousel – 5:13
5. Egg – 10:38
6. Stubb (a Dub) – 7:19
7. My Ass Is on Fire – 7:47
8. The Girls of Porn – 6:42
9. Love Is a Fist – 6:01
10. Dead Goon – 10:02

## Personnel
- David Bryson - Ingénieur du son, mixage
- Matt Murman - Assistant ingénieur, édition digitale
- John Zorn - Producteur
- Mr. Bungle - Producteur
- Bob Ludwig - Mastering
- Troy Blakely - Agence
- Stan Diamond - Représentation légale
- Kristin Yee - Management
- Anthony Lee - Design
- Lisa Wells - Artwork
- David Louapre - Artwork
- Dan Sweetman - Artwork
- Jay Marshall - Artwork
- P. Earwig - Artwork
- Mike Patton - Chant
- Danny Heifetz - Batterie
- Trey Spruance - Guitare
- Trevor Dunn - Basse
- Clinton "Bär" McKinnon - Saxophone ténor
- Theobald Brooks Lengyel - Saxophone alto et baryton
- David Shea - Turntables
- Yeesus Krist - Chœurs
- Maximum Bob - Chœurs
- Kahli - Chœurs
- Jennifer - Chœurs